# Маккормик, Сиерра
Сиерра Маккормик (англ. Sierra McCormick; р. 28 октября 1997, Эшвилл (Северная Каролина), США) — американская актриса, известная по своей роли Олив Дойл в оригинальном сериале канала Disney «Высший класс» и по её участию в американском игровом шоу «Кто умнее пятиклассника?».

## Биография
Сиерра Маккормик родилась в Эшвилле (штат Северная Каролина). В раннем детстве переехала в Лос-Анджелес. В настоящее время она живёт с родителями и сестрой Кайли.
Впервые Маккормик проявила интерес к актёрству в 2006 году, когда она присоединилась к The Corsa Agency в Лос-Анджелесе. Первая актёрская работа Сиерры была в телесериале «Долго и счастливо» в возрасте девяти лет. В 2007 году она победила тысячи других детей, которые должны были войти во второй сезон телеигры «Кто умнее пятиклассника?». Маккормик также сыграла роль в сериале канала Disney, «Ханна Монтана» в эпизоде «Добро пожаловать в заблуждение». Она и Чайна Энн Макклейн сыграли девочек, которые задавали вопросы Ханне Монтане во время интервью. Она вместе с Макклейн также снялась в фильме «Jack and Janet Save the Planet». В 2010 году, Сиерра сыграла Сьюзен Кушнер в фильме «Рамона и Бизус». Она также сыграла основную роль в телевизионном фильме «A Nanny for Christmas» (2011), и роль Лилит в сериале «Сверхъестественное».
В 2011 году Маккормик была выбрана на роль Олив Дойл, 12-летней девочки с фотографической памятью в сериале канала Disney, «Высший класс». Она была взята после прослушивания, где она говорила о тиграх. Вот что рассказывает об этом Дэн Сигнер, создатель сериала:

И, когда я услышал, как она постоянно говорит о тиграх, я подумал: «Вот только так должна звучать Олив». Вот так Сиерра получила и эту роль.

Согласно интервью с Маккормик, получить роль было легко, потому что они с Чайной уже успели стать друзьями за то время, что они снимались вместе.

## Фильмография
| Год       |    | Русское название              | Оригинальное название          | Роль              |
| --------- | -- | ----------------------------- | ------------------------------ | ----------------- |
| 2007      | с  | Долго и счастливо             | 'Til Death                     | ребёнок           |
| 2007—2009 | с  | Умерь свой энтузиазм          | Curb Your Enthusiasm           | Эмма              |
| 2008      | с  | Юристы Бостона                | Boston Legal                   | Даниэлла          |
| 2008      | с  | Сверхъестественное            | Supernatural                   | Лилит / Зоуи      |
| 2009      | с  | Мыслить как преступник        | Criminal Minds                 | Линн Робилерд     |
| 2009      | с  | Ханна Монтана                 | Hannah Montana                 | Джиллиан          |
| 2009      | ф  | Затерянный мир                | Land of the Lost               | ребёнок           |
| 2009      | с  | Детектив Монк                 | Monk                           | Энн Мэри          |
| 2009      | тф | Собака, спасшая Рождество     | The Dog Who Saved Christmas    | Кара Баннистер    |
| 2009      | тф | Джек и Джанет спасают планету | Jack and Janet Save the Planet | Молли             |
| 2010      | с  | Медиум                        | Medium                         | Эллисон           |
| 2010      | с  | C.S.I.: Место преступления    | CSI: Crime Scene Investigation | Грейси Лейман     |
| 2010      | с  | Романтика под вопросом        | Romantically Challenged        | скаут Томас       |
| 2010      | ф  | Рамона и Бизус                | Ramona and Beezus              | Сьюзан            |
| 2010      | тф | Няня на Рождество             | A Nanny for Christmas          | Джеки Райленд     |
| 2011      | в  | Мистическая пятёрка           | Spooky Buddies                 | Элис              |
| 2011—2014 | с  | Высший класс                  | A.N.T. Farm                    | Олив Дойл         |
| 2011—2014 | с  | Джесси                        | Jessie                         | Конни Томпсон     |
| 2013      | ф  | —                             | The Breakdown                  | маленькая девочка |
| 2015      | ф  | Что-то наподобие ненависти    | Some Kind of Hate              | Мойра             |
| 2016      | тф | —                             | Dark Pledge                    | Сара              |
| 2017      | тф | —                             | Christmas in the Heartland     | Кара Джентри      |
| 2018      | ф  | Список Хонор                  | The Honor List                 | Шарлотт           |
| 2018      | тф | —                             | The Neighborhood Watch         | Элли              |
| 2018      | ф  | —                             | The Honor List                 | Бриджет           |
| 2019      | ф  | Бескрайняя ночь               | The Vast of Night              | Фэй Крокер        |
| 2019      | ф  | —                             | Lost and Found                 | Кэти Салливан     |
| 2019      | ф  | —                             | All Good Things                | Бейли             |
| 2021      | с  | Американские истории ужасов   | American Horror Stories        | Скарлетт Уинслоу  |